# Architektura Zamościa

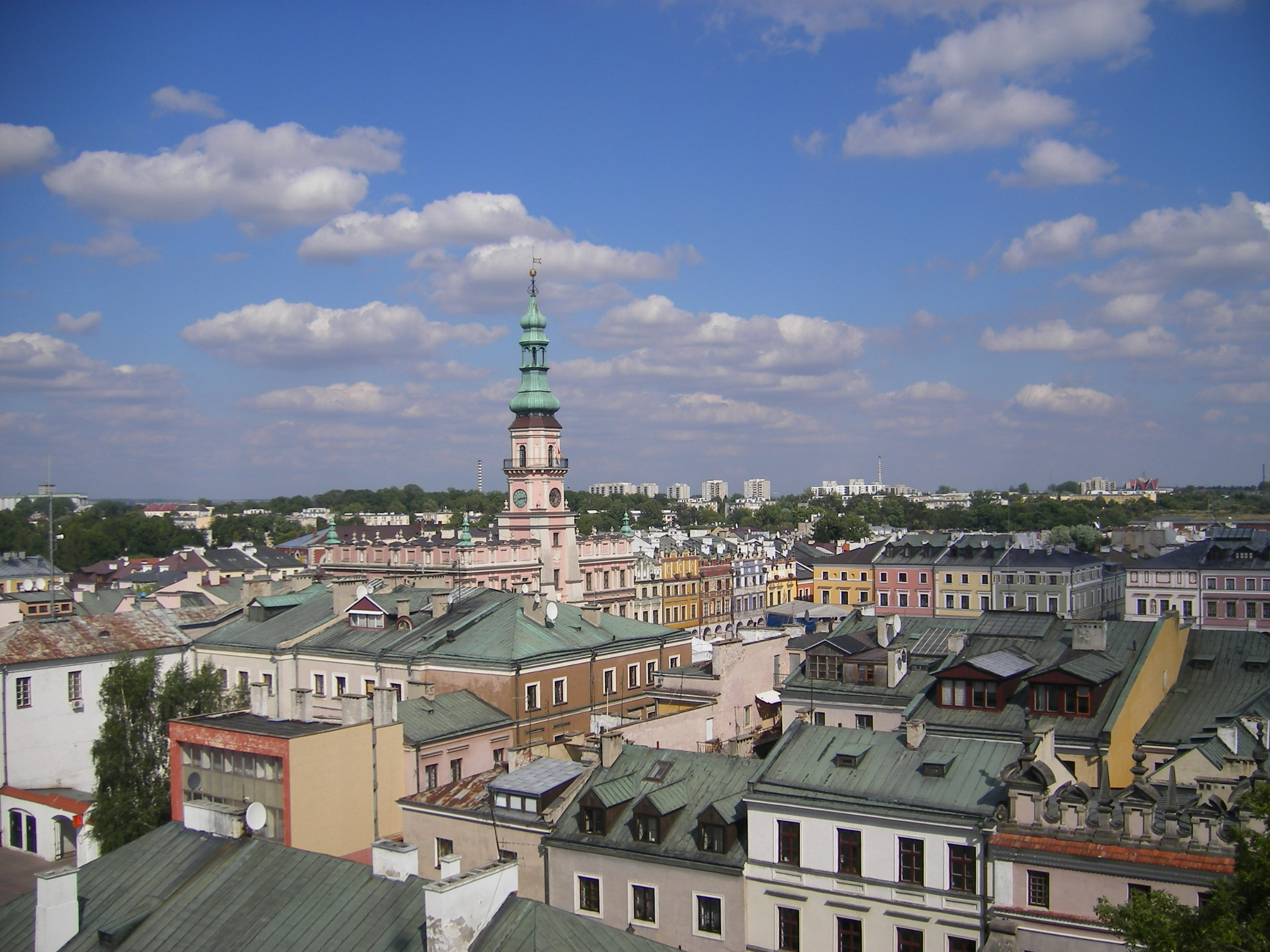
Widok na Stare Miasto z dzwonnicy katedry

Zamość to jedno z miast w Polsce, które wyróżnia unikatowy w skali światowej układ architektoniczno-urbanistyczny Starego Miasta, z zespołem budynków powstałych od okresu renesansu po wiek XX. Zabytki na Starym Mieście uzupełniają także nieliczne obiekty położone w pozostałych częściach miasta.

## Stare Miasto

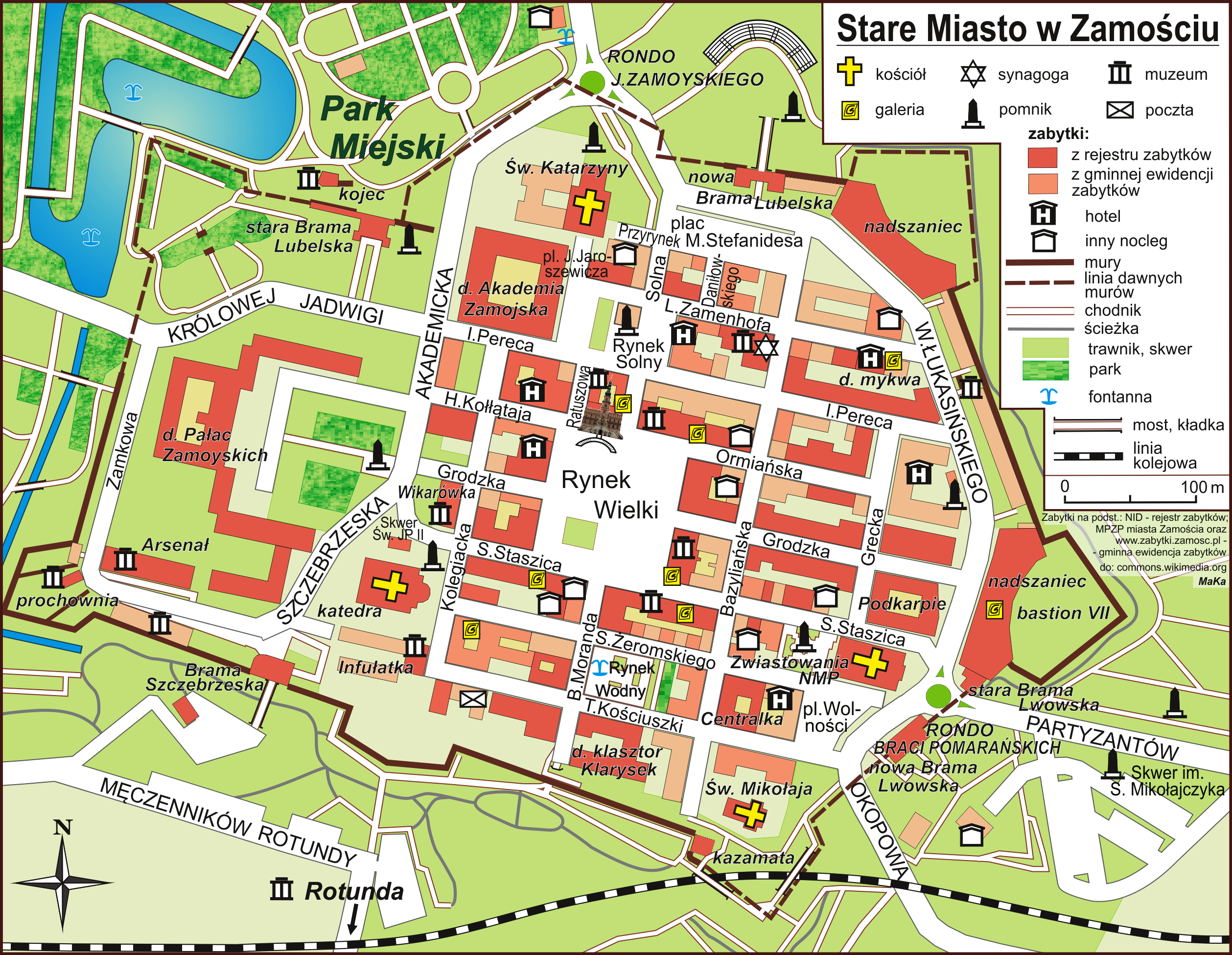
Plan Starego Miasta

### Fizjonomia i układ przestrzenny
O charakterystycznym układzie przestrzennym zamojskiego Starego Miasta świadczy linia dawnych murów z siedmioma bastionami i układ ulic w obrębie dawnej twierdzy, przecinających się pod kątem prostym. Od czasu założenia miasta miały tu miejsce pewne zmiany, które obejmowały przede wszystkim budynki (zwłaszcza w okresie zaborczym, kiedy wiele z nich zostało pozbawionych bogatego wystroju, a niektóre nawet rozebrano) oraz fragmenty fortyfikacji, szczególnie bastiony (spośród których pozostał tylko jeden) i inne elementy umocnień zamojskiej twierdzy. Niemniej jednak układ miasta przetrwał do dzisiaj w stanie praktycznie niezmienionym. To on stanowi główną atrakcję dla urbanistów i architektów odwiedzających Zamość, jest bowiem przykładem realizacji założeń miasta idealnego.
Pierwszy "pan na Zamościu" Jan Zamoyski zlecił zaprojektowanie miasta architektowi Bernardo Morando, który w opracowanym projekcie nawiązał do koncepcji antropomorficznych. Główne osie tego układu to jedne z najruchliwszych ulic zamojskiej Starówki: ulica Grodzka na linii wschód-zachód ("kręgosłup" miasta), biegnąca przez Rynek Wielki ("serce") w kierunku dawnego pałacu ("głowy" miasta), oraz ulice Solna i B. Moranda na linii północ-południe (jego "ramiona"), na której znajdują się trzy rynki, a poza głównym Rynkiem Wielkim są to: Rynek Solny (na północ) o nieregularnych bokach, oraz Rynek Wodny (na południe od Rynku Wielkiego), będące "organami wewnętrznymi" miasta. Bastiony to z kolei jego "ręce" i "nogi" służące do obrony.
| Południowa pierzeja Rynku Wielkiego w Zamościu |

Oprócz rynków pozostałe place to położony w północnej części plac M. Stefanidesa i plac Wolności w części wschodniej (w miejscu rozebranego klasztoru franciszkanów) oraz niewielki placyk J. Jaroszewicza koło kościoła św. Katarzyny i gmachu dawnej akademii.

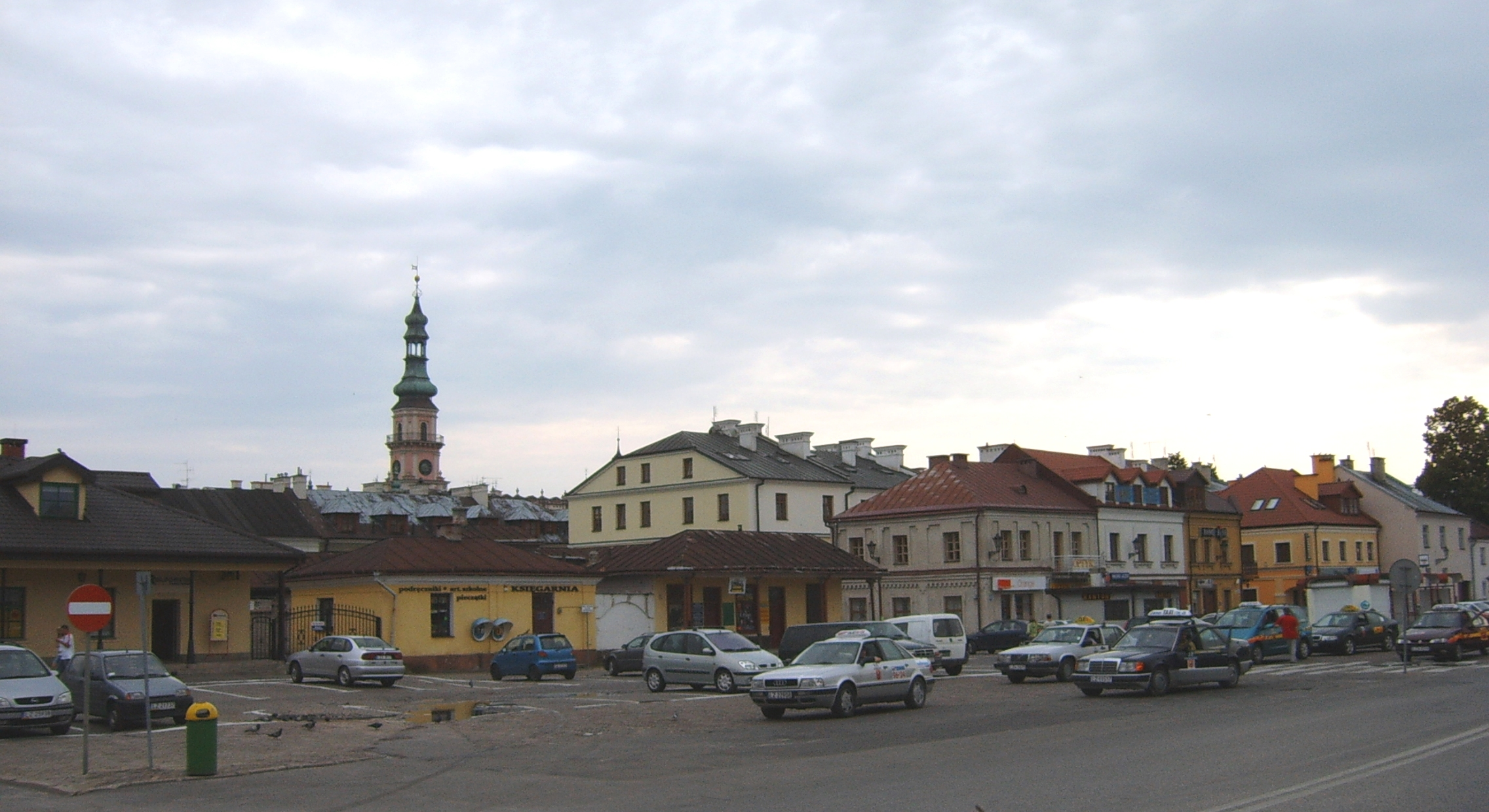
Plac M. Stefanidesa

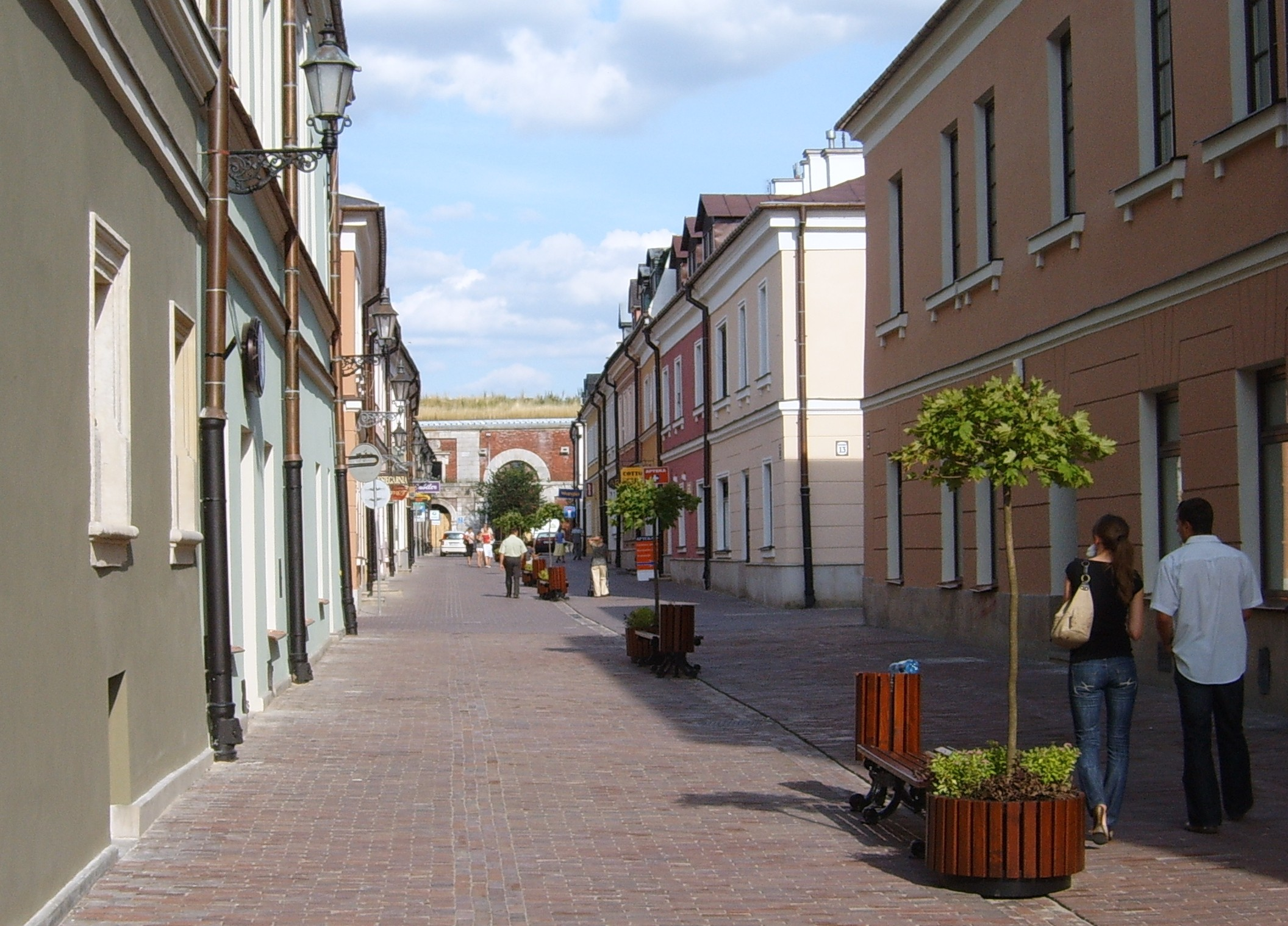
Ulica Grodzka

W ciągu ostatnich lat wiele z ulic Starego Miasta zostało wyremontowanych i zmienionych w ciągi pieszo-jezdne, bez odrębnych chodników (m.in. ulice: Grodzka, Kolegiacka, B. Moranda), a obecnie prowadzone są remonty kolejnych. Niektóre są przeznaczone wyłącznie dla ruchu pieszego (Grodzka, Ratuszowa, fragmenty ulic: I. Pereca, Ormiańskiej, Solnej, S. Staszica).
W zabudowie Starego Miasta dominują kamienice, głównie dwu-, trzykondygnacyjne (choć nie tylko) pochodzące z różnych okresów.
Gęstość zabudowy jest wyraźnie większa w jego wschodniej części, gdzie jest bardziej zwarta, i tu skupia się większość lokali mieszkaniowych, których liczba obecnie maleje, co jest związane z funkcjami tej części miasta, zwłaszcza usługowymi obejmującymi turystykę i kulturę. Wyraźnie rzadsza, a jednocześnie większa zabudowa obejmuje zachodnią i południową część Starówki, gdzie jest więcej wolnej przestrzeni pomiędzy budynkami, co można zauważyć przy takich obiektach jak dawny pałac, dawna akademia, katedra, dawny szpital kolegiacki czy arsenał. Wśród większych budynków, wyróżniających się od pozostałej zabudowy, są także kościoły położone bliżej linii dawnych murów, czyli niejako na peryferiach zwartej zabudowy.
Do wyjątków zabudowy Starego Miasta, które zupełnie nie przypominają zabytków i niejako "burzą" jej harmonię, należą takie budynki jak: wyraźnie większy od otaczających hotel "Renesans" zbudowany w miejscu dawnego kościoła ormiańskiego na przełomie lat 60. i 70. XX w.; budynek na rogu ulic Grodzkiej i Kolegiackiej czy biurowiec Urzędu Pracy przy placu Wolności, połączony od zachodu z wyższym budynkiem (tzw. "Centralką").
W 1992 r. zamojskie Stare Miasto, stanowiące przykład renesansowej zabudowy miejskiej, zostało wpisane na listę światowego dziedzictwa Kultury UNESCO.
26 czerwca 2004 na II Forum Polskich Miast i Miejsc UNESCO miasta i obiekty w Polsce, znajdujące się na Liście Światowego Dziedzictwa Kulturowego UNESCO, w celu przekazywania informacji, współpracy i promocji skupiły się w Ligę Polskich Miast i Miejsc UNESCO. Siedzibą Ligi został Toruń, a jej pierwszym (i aktualnym) prezesem – prezydent Zamościa Marcin Zamoyski.

### Zabytki
Niektóre z wielu zabytków wpisanych do rejestru oraz gminnej ewidencji:

#### Budynki świeckie

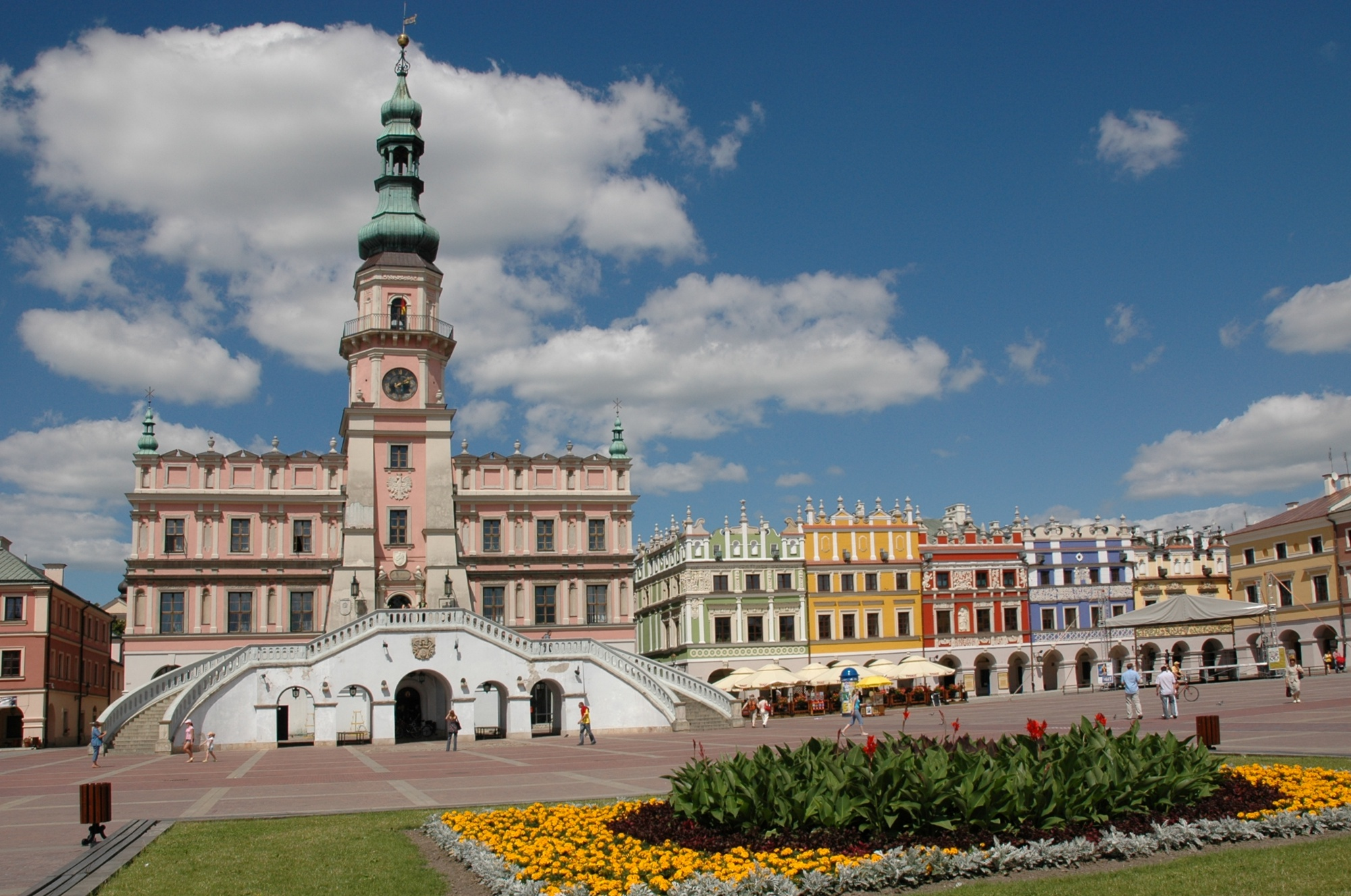
Ratusz na Rynku Wielkim. Po prawej stronie kamienice ormiańskie

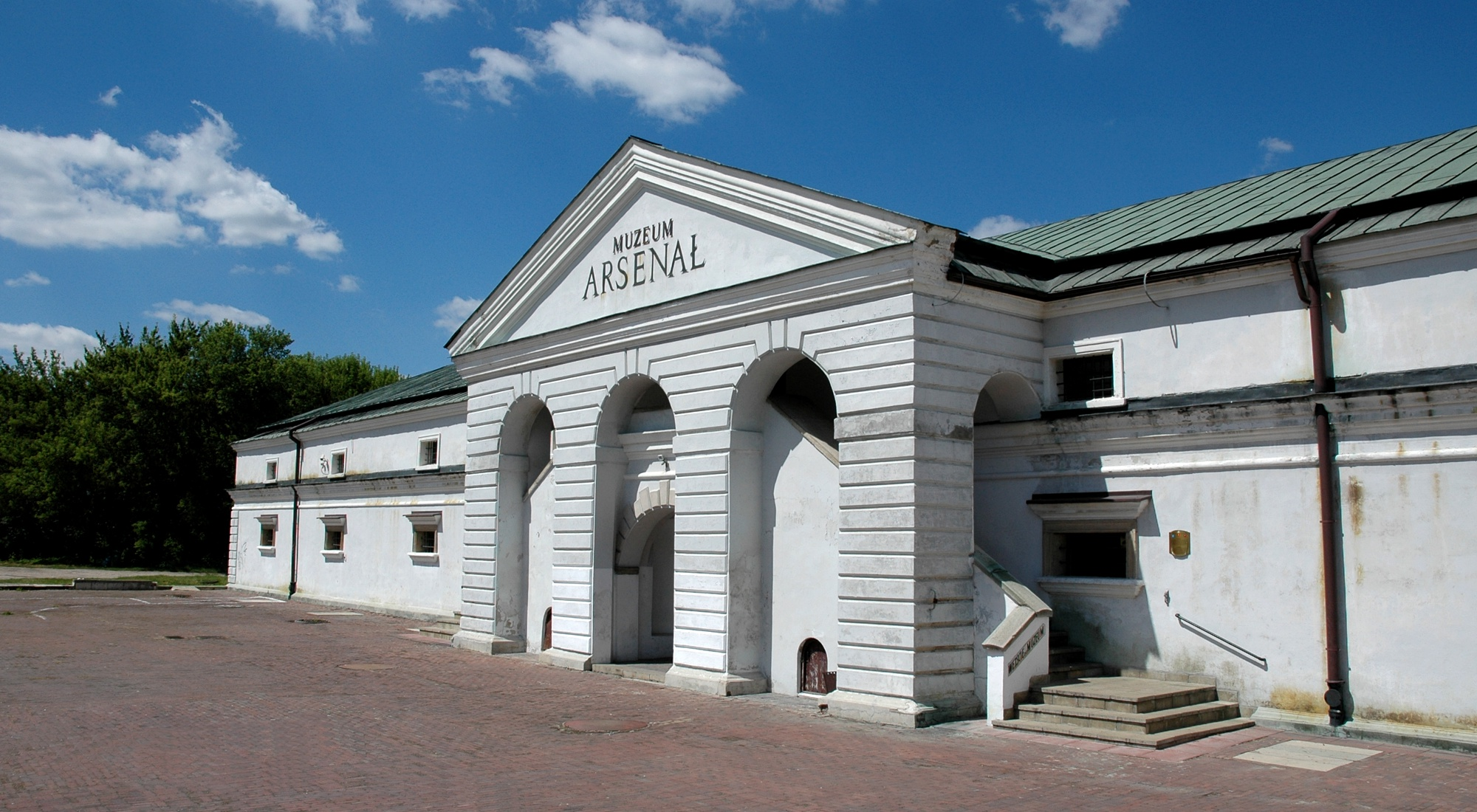
Arsenał

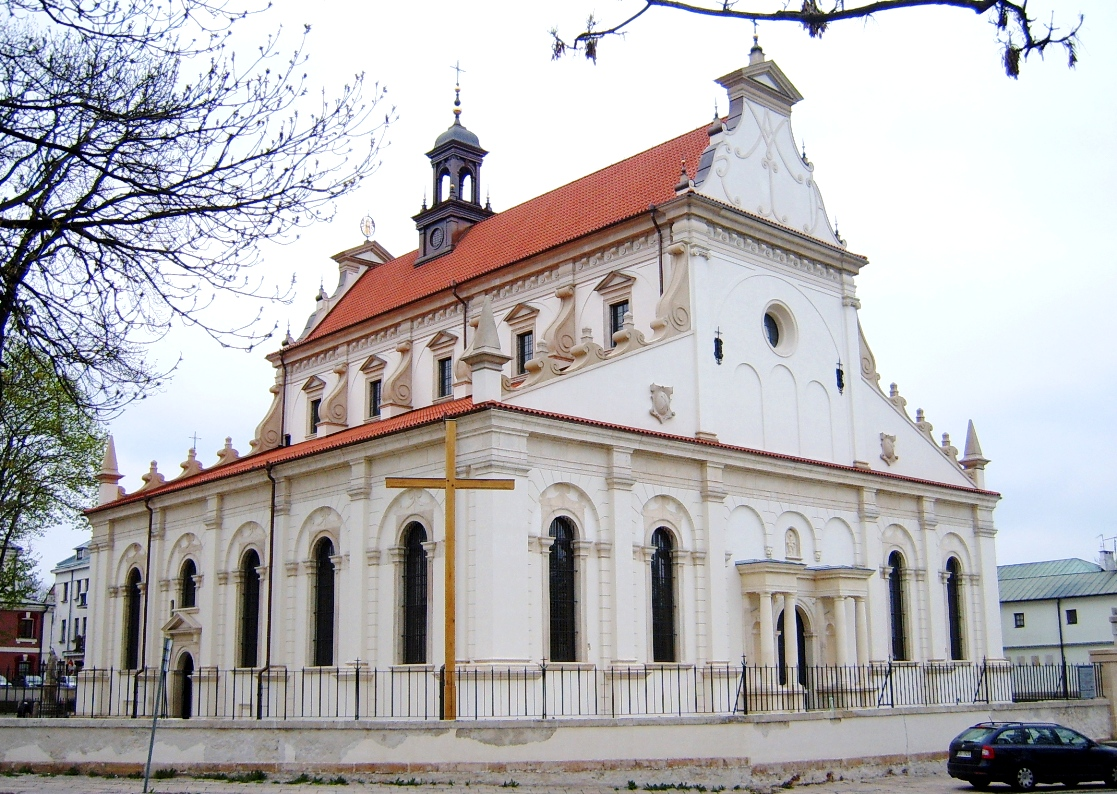
Katedra w Zamościu

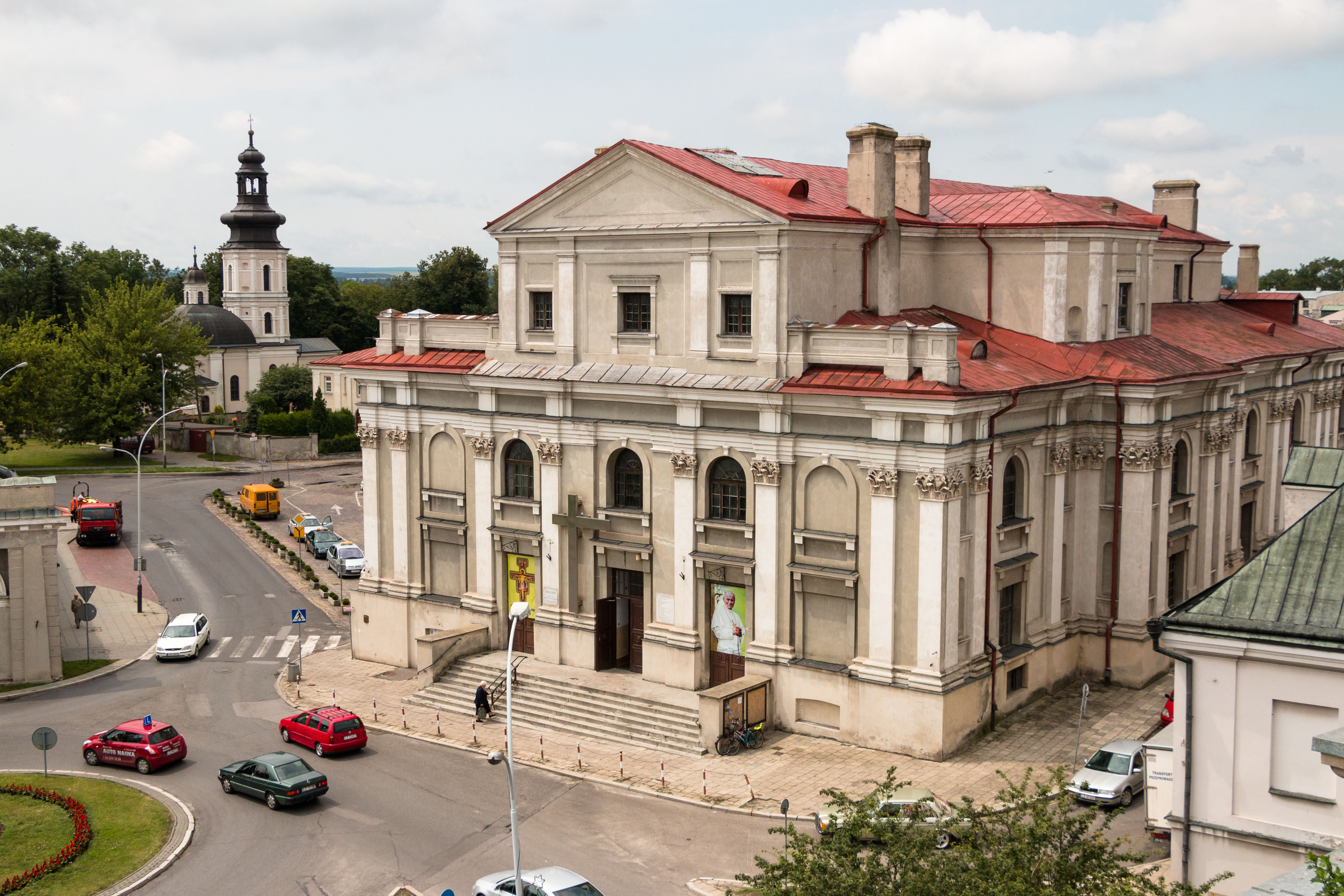
Kościół franciszkanów

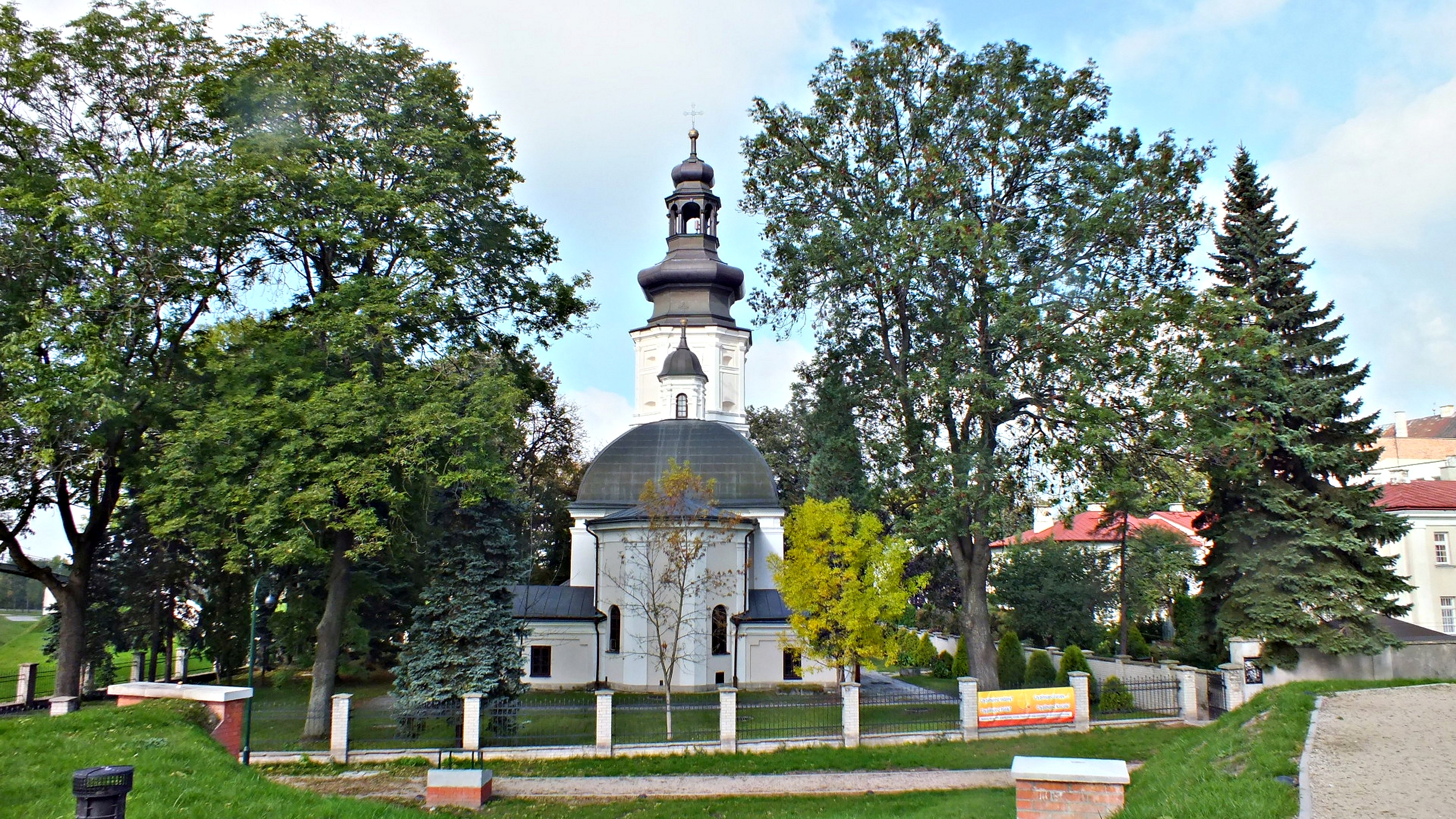
Dawna cerkiew greckokatolicka OO Bazylianów, obecnie kościół księży redemptorystów pw. św. Mikołaja

- Ratusz przy Rynku Wielkim – symbol miasta, jeden z najcenniejszych zabytków, manierystyczno-barokowy, z wachlarzowymi schodami i 52-metrową wieżą, od północy połączony z niższą, dobudowaną w XIX w. oficyną (początkowo więzienie, z wejściem od strony Rynku Solnego);
- kamienice z podcieniami przy Rynku Wielkim, m.in.:
  - kamienice ormiańskie (XVII w.) z attykami (północna pierzeja Rynku Wielkiego);
  - kamienice: Morandowska II, Szczebrzeska i Turobińska z początku XVII w. (południowa pierzeja Rynku Wielkiego – ul. S. Staszica);
  - kamienica Pod św. Kazimierzem, XVII w. (wschodnia pierzeja Rynku Wielkiego);
  - kamienica Linkowska, II połowa XVII w. (zachodnia pierzeja Rynku Wielkiego);
- kamienice z podcieniami przy Rynku Solnym (północna pierzeja), m.in. kamienica Dom Rabina z połowy XVII w.;
- kamienica na rogu ulic Kolegiackiej i S. Staszica z attykami;
- kamienice z podcieniami przy ul. Ormiańskiej, poza pierzeją Rynku Wielkiego (po północnej stronie);
- dawny Pałac Zamoyskich (ul. Akademicka) – siedziba ordynacji Zamoyskich, pierwszy budynek, którego budowę rozpoczęto już w 1579 r., wielokrotnie przebudowywany, w XIX w. w czasie zaborów przekształcony w szpital wojskowy, przez co utracił wyjątkowy wygląd (obecnie gmach z sądami i mieszkaniami komunalnymi);
- dawna Akademia Zamojska – jedna w pierwszych polskich uczelni, XVII w., przebudowywana w XVIII i XIX w. (obecnie liceum i szkoła wyższa);
- Arsenał (ul. Zamkowa) – dawna zbrojownia, I poł. XVII w.;
- Dom Centralny, tzw. "Centralka" (ul. S. Żeromskiego/ul. Bazyliańska) – secesyjny, pocz. XX w., nazwa od dawnego hotelu "Centralny";
- "Generałówka" (ul. T. Kościuszki) – neorenesansowy budynek z II poł. XIX w. (obok poczty).

#### Kościoły i dawne budynki sakralne
- zabytkowe kościoły:
  - katedra pw. Zmartwychwstania Pańskiego i św. Tomasza Apostoła – dawniej kolegiata, renesansowa bazylika (według starej nomenklatury tzw. klasy zerowej) z przełomu XVI i XVII w., z bogatym wnętrzem (m.in. krypty z trumnami i prochami Zamoyskich pod nawą główną) i wolno stojącą dzwonnicą (pełniącą obecnie także funkcję wieży widokowej) z trzema dzwonami (Jan, Wawrzyniec oraz Tomasz);
  - kościół rektoralny pw. św. Katarzyny (ul. L. Zamenhofa/pl. Jana Jaroszewicza) – barokowy, II poł. XVII w.;
  - kościół franciszkanów pw. Zwiastowania NMP (ul. S. Staszica – pl. Wolności) – największy kościół na Starym Mieście w Zamościu, barokowy, poł. XVII w.;
  - kościół pw. św. Mikołaja (ul. T. Kościuszki/ul. Bazyliańska) – dawna cerkiew greckokatolicka OO. Bazylianów, renesansowo-barokowy, XVII w.;
- Infułatka – przy katedrze (ul. Kolegiacka), z barokowym portalem, XVI/XVII w.;
- dawne Seminarium Duchowne (ul. Akademicka) – barokowe, XVII w., obecnie siedziba szkoły wyższej;
- dawny kościół i klasztor sióstr Klarysek (kościół – barokowy, koniec XVII w.; klasztor – II poł. XVIII w.) (ul. T. Kościuszki), obecnie siedziba szkoły muzycznej;
- dawny klasztor i szpital bonifratrów (ul. S. Staszica/ul. Grecka) – dawniej klasztor, później zajazd "Pod Karpiem", późnobarokowy, XVII/XVIII w.;
- dawny szpital kolegiacki (ul. T. Kościuszki) – XVIII w., obecnie Urząd Pocztowy;
- dom wikariuszy, tzw. "Wikarówka" (ul. Kolegiacka) – dom wikariuszy dawnej kolegiaty z XVII w., przebudowany w XVIII w. (Muzeum Sakralne Katedry Zamojskiej)

#### Twierdza Zamość

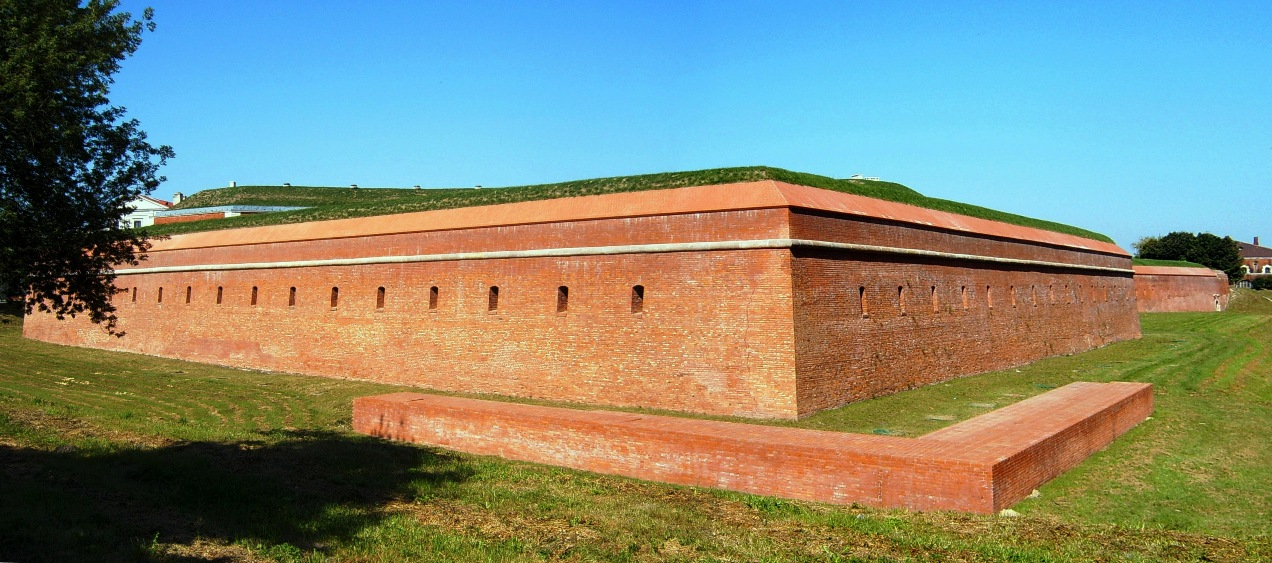
Ocalałe fragmenty fortyfikacji Zamościa (bastion VII)

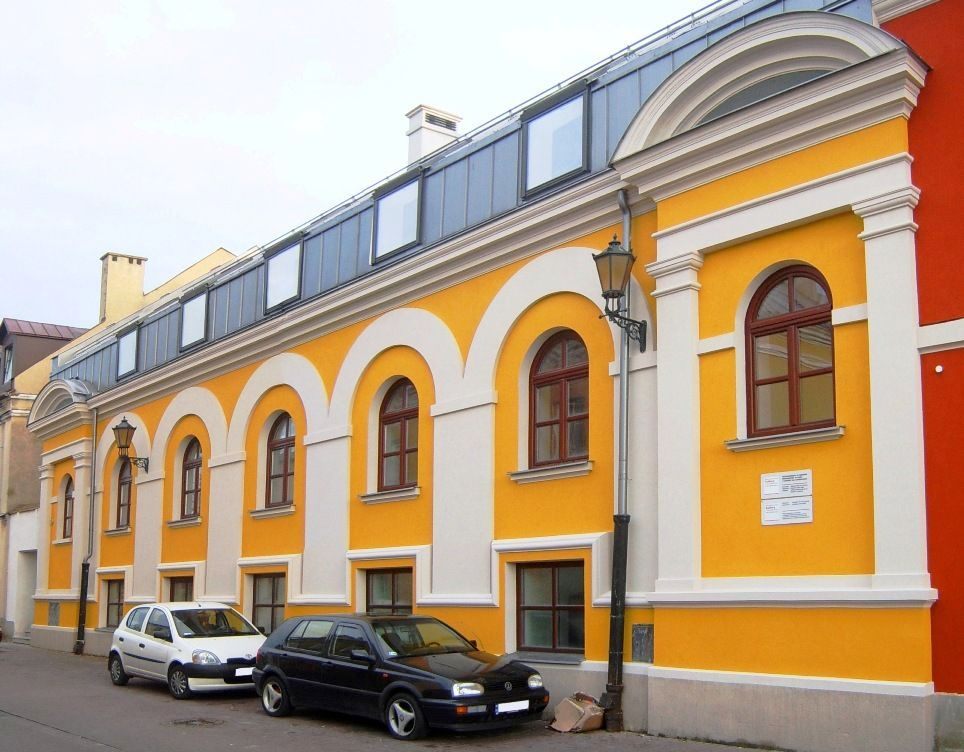
Mykwa

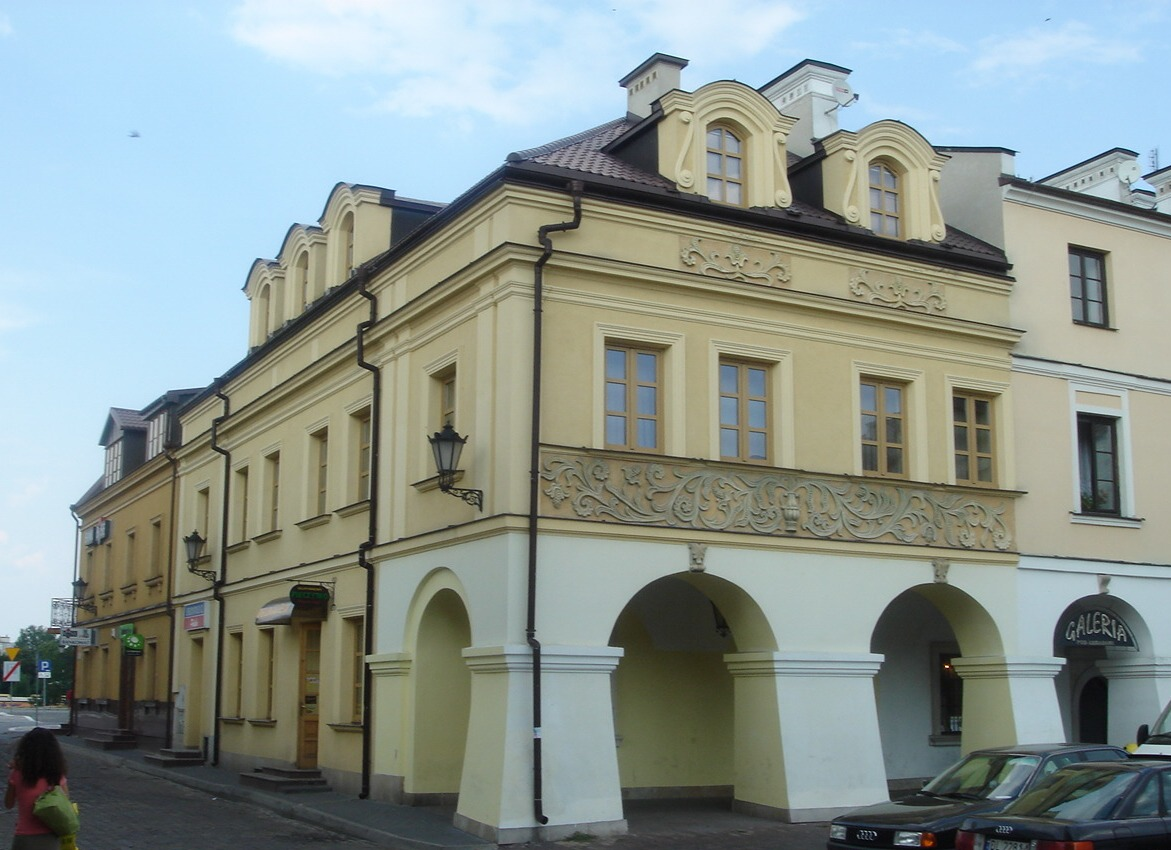
Dom rabina

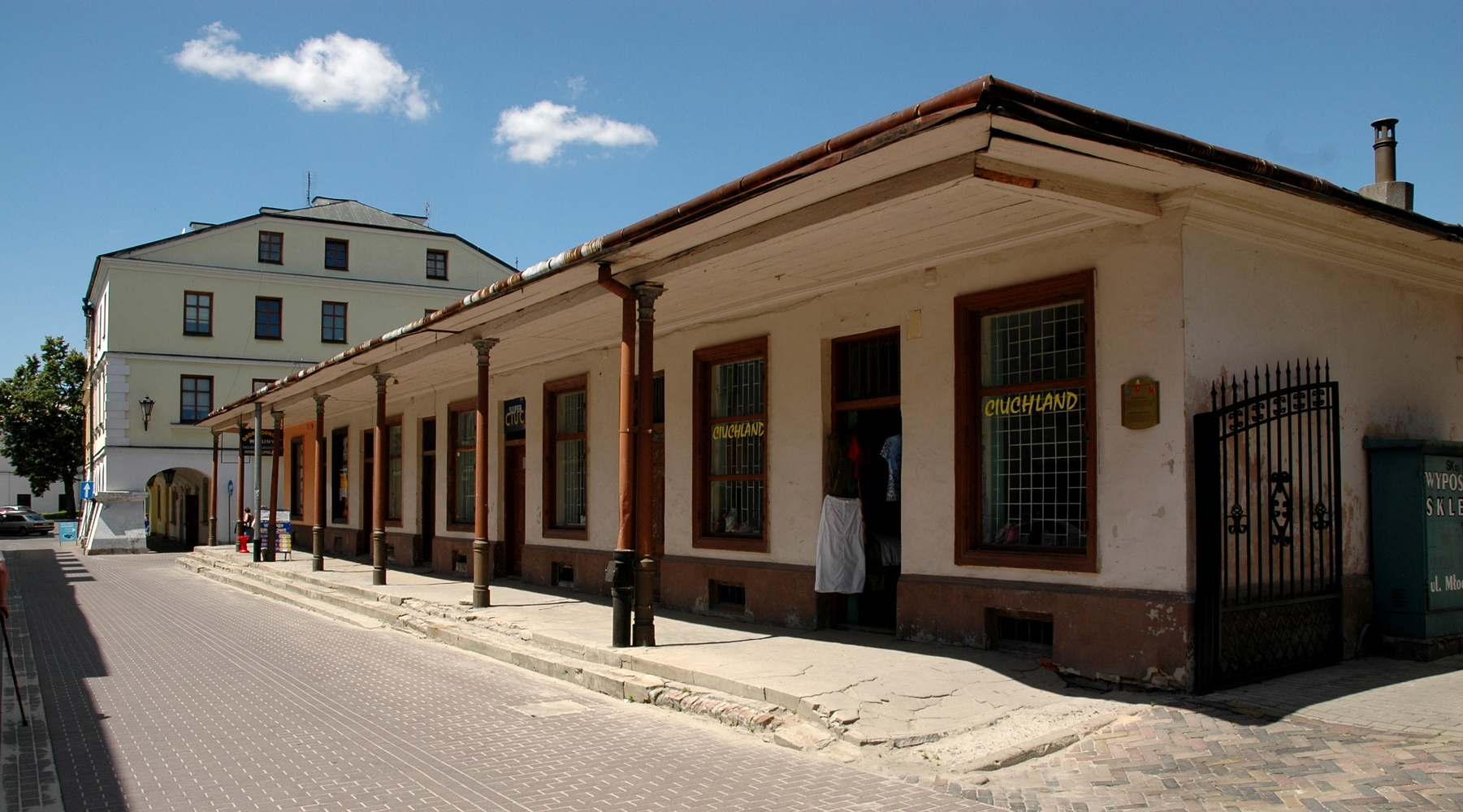
Jatki żydowskie

Wśród pozostałości fortyfikacji zamojskiej twierdzy są:
- bastion VII (ul. W. Łukasińskiego) – jedyny zachowany z siedmiu bastionów, które powstały w XVI w., w stylu nowowłoskim z uszami;
- dwa nadszańce (ul. W. Łukasińskiego) – powstały przy modernizacji Twierdzy Zamość w okresie zaborów; I poł. XIX w.;
- furta wodna z poterną (południowa linia murów, ul. B. Moranda);
- kojec w parku miejskim koło starej Bramy Lubelskiej, jedyny zachowany;
- prochownia koło Arsenału (ul. Zamkowa);
- kazamata koło kościoła św. Mikołaja (ul. Bazyliańska);
- Rotunda Zamojska – ważny, zabytkowy obiekt na południe od Starego Miasta, związany m.in. z rozbudową twierdzy w XIX w., gdzie obecnie mieści się muzeum;
- bramy:
  - stara Brama Lubelska (ul. Akademicka/ul. Królowej Jadwigi) – pierwsza brama Zamościa, zamurowana najprawdopodobniej na początku XVII w. na pamiątkę wprowadzenia przez założyciela miasta, Jana Zamoyskiego, jeńca z bitwy pod Byczyną (arcyksięcia austriackiego Maksymiliana), ale także w celu wzmocnienia ówczesnej twierdzy, koniec XVI w.;
  - nowa Brama Lubelska (ul. W. Łukasińskiego) – powstała przy modernizacji Twierdzy Zamość w okresie zaborów; I poł. XIX w.;
  - stara Brama Lwowska (ul. W. Łukasińskiego/ul. Partyzantów) – manierystyczna, koniec XVI w.;
  - nowa Brama Lwowska (ul. Okopowa/ul. Partyzantów) – wybudowana również podczas modernizacji Twierdzy Zamość w okresie zaborów, ostatecznie zamurowana (z dobudowanym później obecnym przejściem); I poł. XIX w.;
  - Brama Szczebrzeska (ul. Szczebrzeska) – z pocz. XVII w., przebudowana w XVIII i XIX w., ostatecznie zamurowana.

#### Budynki dawnej ludności żydowskiej
Do zabytków należą również budynki charakterystyczne dla ludności żydowskiej, która zajmowała północno-wschodnią część Zamościa, stąd właśnie tu znajdują się takie obiekty jak:
- synagoga (ul. L. Zamenhofa/ul. Bazyliańska) – późnorenesansowa, I poł. XVII w.;
- dom kahalny (ul. L. Zamenhofa) – przy synagodze, XVII w.;
- dawna mykwa (ul. L. Zamenhofa) – XVIII w., przebudowana w II poł. XIX w.;
- "Dom Rabina" (kamienica przy Rynku Solnym);
- dawny dom modlitwy przy ul. I. Pereca.
- dawny dom modlitwy przy ul. Daniłowskiego.
- jatki na rogu ul. G. Daniłowskiego i pl. M. Stefanidesa.

Inne budynki spoza listy zabytków:
- dom modlitwy na rogu ul. G. Daniłowskiego i pl. M. Stefanidesa.

## Poza Starym Miastem

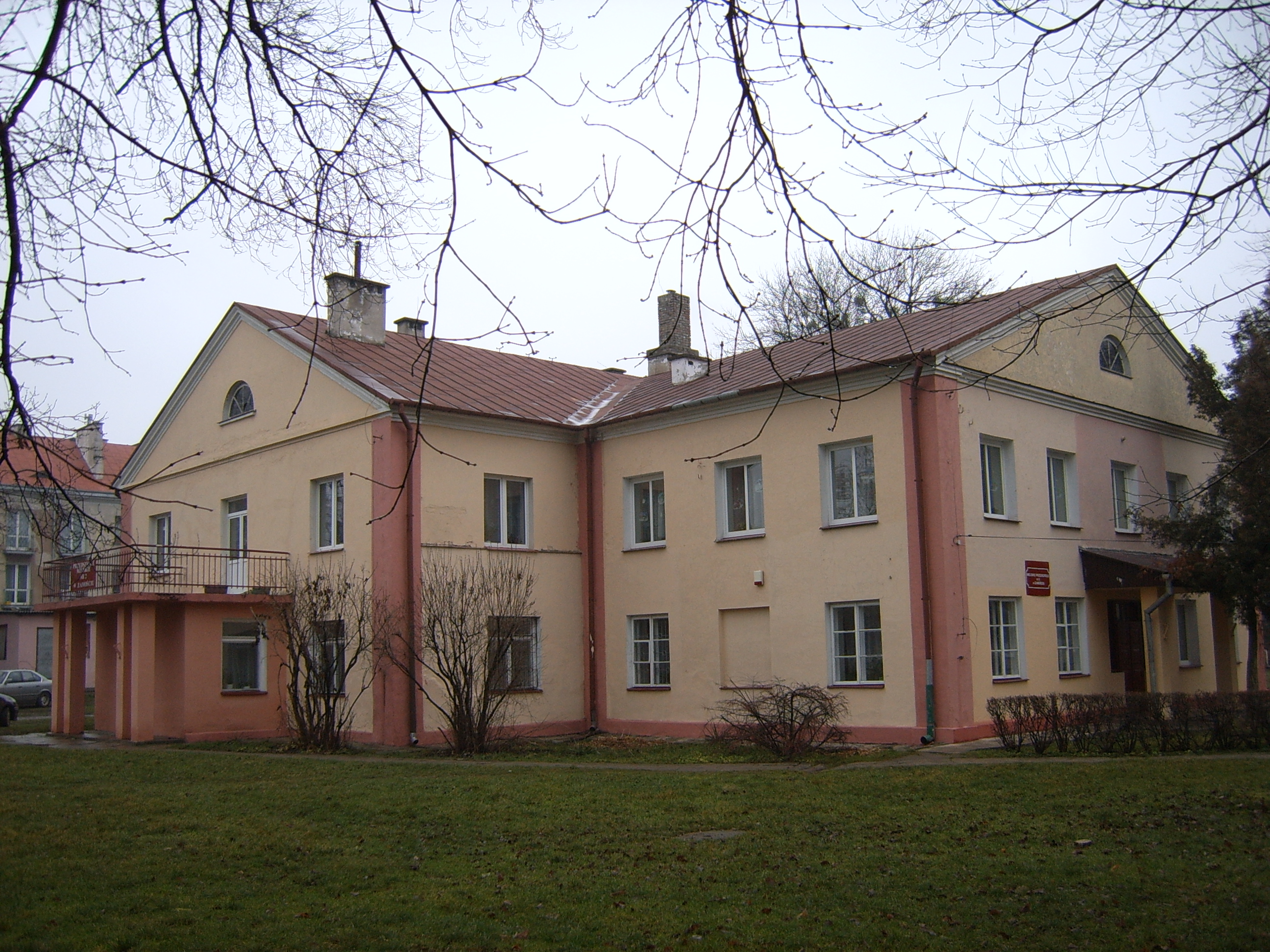
Dawna synagoga na Nowym Mieście

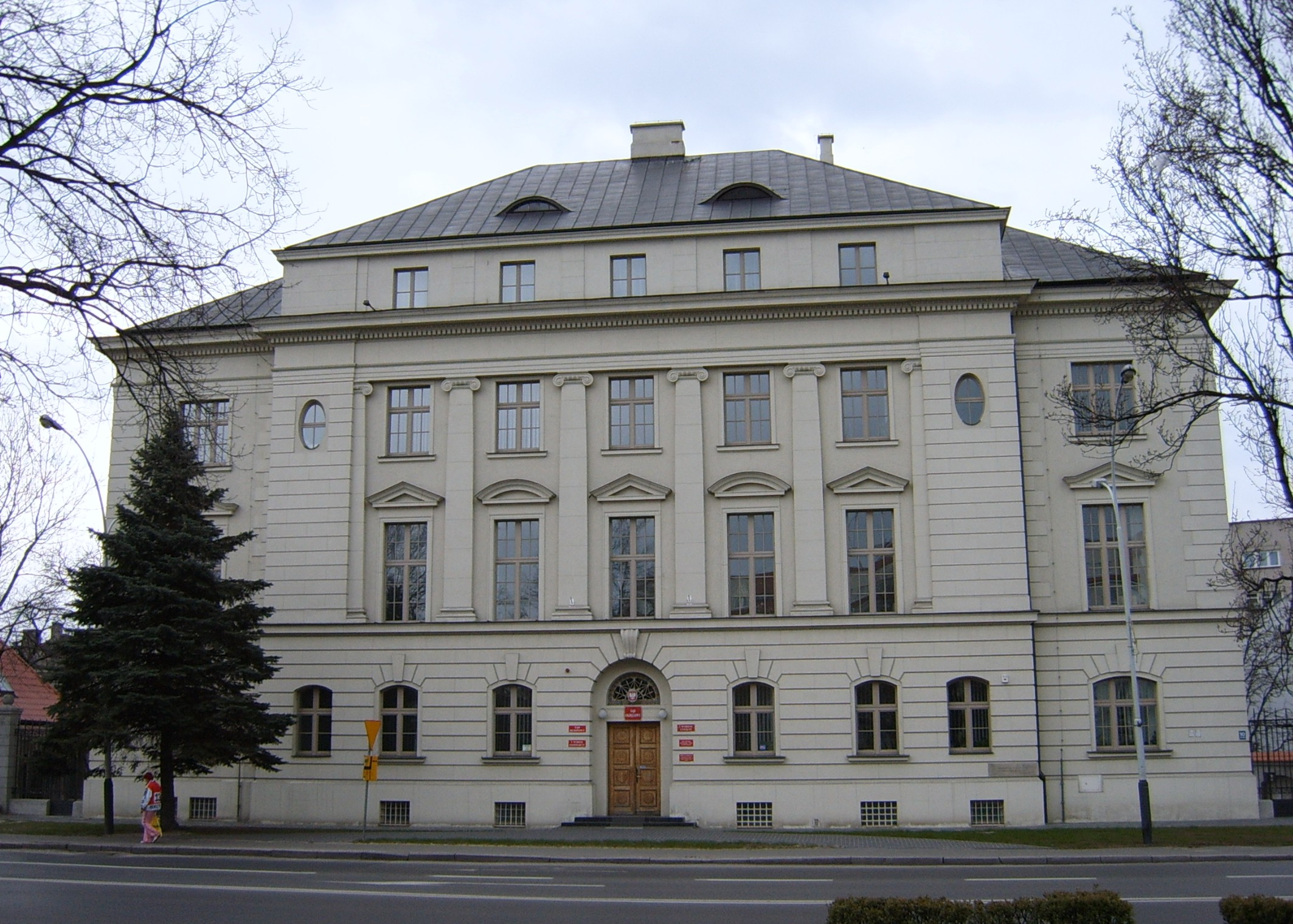
Dawny NBP, Sąd Okręgowy, a obecnie wybrane wydziały Urzędu Miasta

Poza Starym Miastem nie ma już zbyt wielu obiektów zabytkowych, okazalszych od pozostałych, ale są to zwłaszcza budynki przy głównych ulicach, z XIX i początku XX w., kiedy po likwidacji twierdzy miasto otrzymało możliwość rozwoju i rozbudowy na nowych terenach.
Wśród nich wyróżniają się m.in.:
- dawna synagoga na Nowym Mieście z 2. poł. XIX w. (obecnie przedszkole) – ul. Gminna 32;
- biurowiec dawnych zakładów mięsnych, socrealistyczny, 1951–54 r. (obecnie prywatny obiekt edukacyjny dla dzieci i rozrywkowy "escape room") – ul. J. Kilińskiego 75;
- klasycystyczny budynek dawnej poczty z 1835 r. (pierwszy murowany budynek w Nowej Osadzie, obecnie Kuratorium Oświaty) – ul. Lwowska 19 (os. Słoneczny Stok);
- budynek 4-kondygnacyjny na terenie dawnych Wojskowych Zakładów Motoryzacyjnych (wcześniej młyn z 1910 r.) z lat 50. XX w. – ul. Młyńska 27;
- budynek administracyjny dawnej fabryki spirytusu "Monopol", 1896–98 r. (obecnie Prokuratura Okręgowa) – ul. Orla 2
- gmach dawnej ubezpieczalni społecznej (obecnie przychodnia) z lat 30. XX w. – ul. Partyzantów 5;
- gmach dawnego banku (NBP), później Sądu Okręgowego (obecnie wybrane wydziały Urzędu Miasta Zamość) z lat 20. XX w. – ul. Partyzantów 10;
- budynek dawnej łaźni miejskiej z 1928 r. (obecnie bank) – ul. Partyzantów 12;
- duży dom czynszowy z lat 30. XX w. – ul. Partyzantów 21;
- jedyna zachowana w mieście drewniana wieża ciśnień z końca XIX w. – ul. Partyzantów 72;
- najstarszy budynek na terenie szpitala miejskiego, z 1885–87 r. – ul. Peowiaków 1;
- niewielki budynek, tzw. "Belwederek", z 1901 r. – ul. Peowiaków 7;
- cmentarz parafialny przy ulicy Peowiaków z neogotycką kaplicą (z 1917), domem grabarza i drzewostanem;
- pierwszy dom czynszowy w mieście z 1928 r. – ul. J. Piłsudskiego 13;
- gmach Klubu Garnizonowego przy jednostce wojskowej, socrealistyczny, 1951–53 r. – ul. J. Piłsudskiego 36, oraz wybrane budynki na terenie Koszar;
- budynek główny stacji kolejowej, 1916–17 r. z późniejszą przebudową – ul. Szczebrzeska 11;
- internat Zespołu Szkół Ponadpodstawowych nr 2, socrealistyczny z 1956 r. (obecnie Bursa Międzyszkolna nr 2) – ul. Szczebrzeska 41;
- wybrane budynki Zespołu Szkół Ponadpodstawowych nr 5, z lat 20. XX w. – ul. Szczebrzeska 102;
- niewielka, willowo-pałacykowa zabudowa przy ul. G. Orlicz-Dreszera (os. Partyzantów).

Charakterystyczną zabudowę z przełomu XIX i XX w., zwłaszcza drewnianą, można jeszcze zobaczyć przy pobliskich od Starego Miasta ulicach osiedla Wiśniowa, gdzie stoją m.in. niewielkie budynki typowe dla przedmieść.

## Pomniki

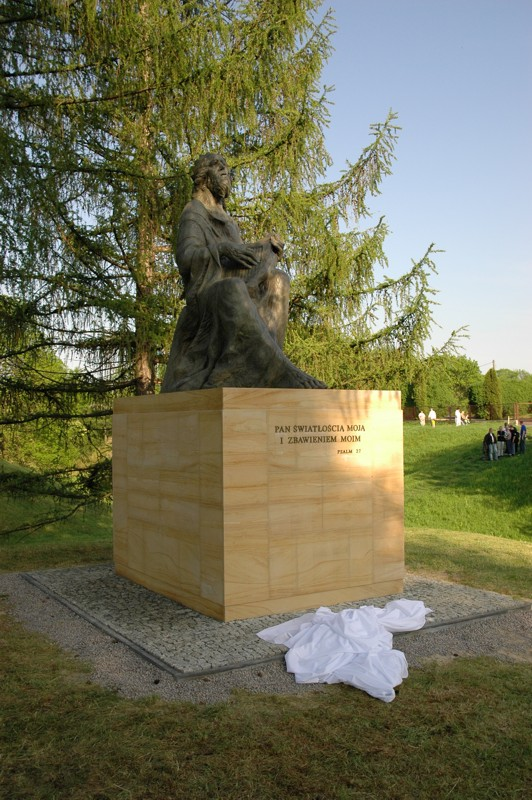
Pomnik Dawida Psalmisty

### Stare Miasto
- pomnik Jana Zamoyskiego – przed dawnym Pałacem Zamoyskich;
- pomnik Jana Pawła II – przy katedrze;
- pomnik Dzieci Zamojszczyzny – ul. Akademicka, przy Starej Bramie Lubelskiej;
- pomnik Żołnierzy Armii Krajowej – ul. Partyzantów, za Bastionem VII;
- pomnik Batalionów Chłopskich – ul. Partyzantów, naprzeciwko pomnika Żołnierzy AK;
- pomnik-krzyż "Katyń 1940" – koło kościoła św. Katarzyny;
- pomnik króla Dawida Psalmisty – ul. W. Łukasińskiego, w pobliżu Nowej Bramy Lubelskiej;
- Pomnik Pamięci Ormian – ul. W. Łukasińskiego (za hotelem „Renesans”, w pobliżu nadszańca bastionu VII).

### Pozostałe
- pomnik-popersie Stanisława Staszica – ul. J. Piłsudskiego (Park Miejski);
- pomnik 60. rocznicy zakończenia II wojny światowej – ul. J. Piłsudskiego (Planty);
- pomnik Jana Pawła II – przy kościele pw. Matki Bożej Królowej Polski;
- pomnik Jeńców Radzieckich – ul. Śląska;
- pomnik Pamięci Ofiar Faszyzmu "Anioł Śmierci" – ul. J. Piłsudskiego/ ul. S. Okrzei;
- pomnik Marszałka Józefa Piłsudskiego – ul. J. Piłsudskiego/ ul. Koszary (przed Klubem Batalionowym);
- pomnik Żołnierzy Radzieckich – ul. Szwedzka/ ul. Topolowa;
- pomnik Żydom Zamościa (lapidarium) – ul. Prosta.